# Chancellor
Chancellor (1875, Le Chancellor) je méně známý dobrodružný román francouzského spisovatele Julesa Verna z jeho cyklu Podivuhodné cesty (Les Voyages extraordinaires).
V jednom svazku s tímto románem vyšla současně Vernova historická novela Martin Paz z roku 1851.

## Obsah románu
Román vypráví formou deníku jednoho z cestujících, jménem J. R. Kazallon, příběh zániku trojstěžníku Chancellor uprostřed Atlantského oceánu. Autor líčí, jak během plavby lodi z Charlestonu v Jižní Karolíně do Liverpoolu vypukl na lodi požár, když se vznítil náklad bavlny. Popisuje marné pokusy posádky loď zachránit a její následné utrpení na voru, který si musela vyrobit z trosek lodi. Kolem voru krouží žraloci, trosečníci trpí hladem a žízní, mají halucinace a mnozí z nich spáchají sebevraždu. V kritických situacích vychází najevo skutečná povaha mnohých postav (neschopnost, zbabělost, sobectví, chtivost, závist, sadismus i kanibalismus), kterou do té doby skrývaly pod slupkou civilizace. Pouze záchrana v poslední chvíli zabrání tomu, aby na voru došlo k vraždě a snědení jednoho z cestujících.
Jules Verne napsal svůj román výstižným slohem a bez příkras, s vynecháním u něho jinak běžných poučných pasáží a veselých scén, které by ostatně vzhledem k námětu byly sotva vhodné. Dílo kromě napínavého děje přináší působivou studii toho, kam až může člověk klesnout, když jde o holé přežití. Přesto, že byl Verne při psaní patrně silně ovlivněn dílem amerického básníka Edgara Allana Poea Příběhy Arthura Gordona Pyma (1838, The Narrative of Arthur Gordon Pym), patří Chancellor k jeho nejpozoruhodnějším románům.

## Ilustrace
Knihu Chancellor ilustroval Édouard Riou.

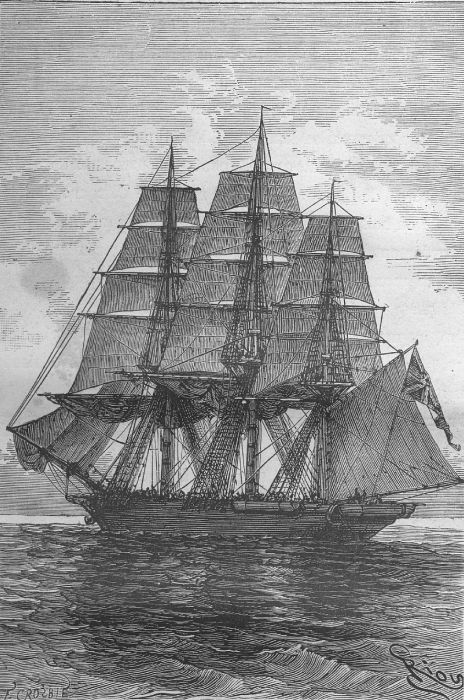
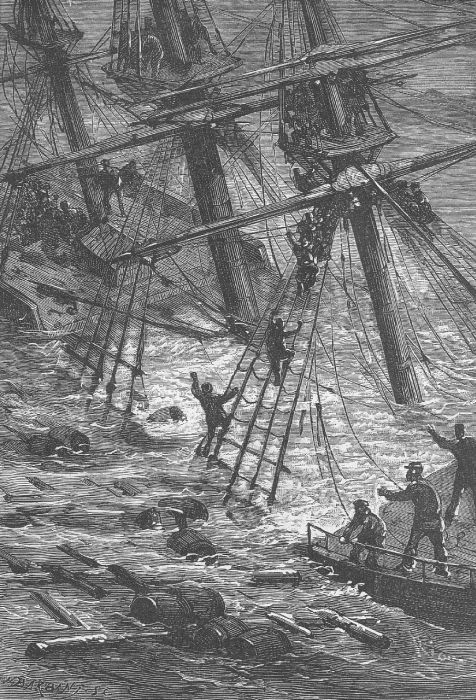
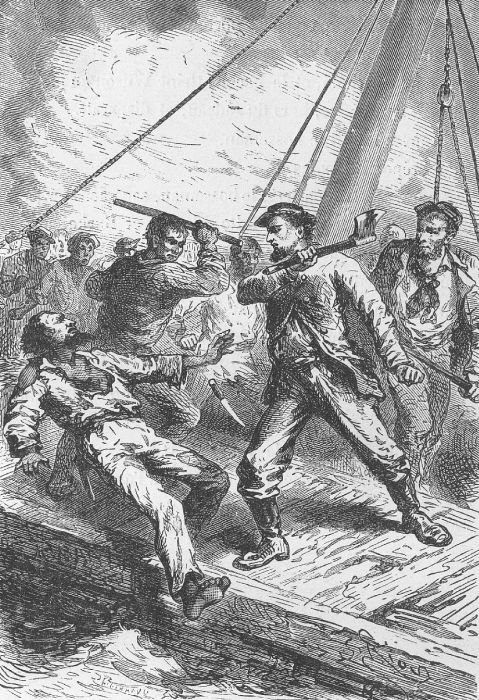
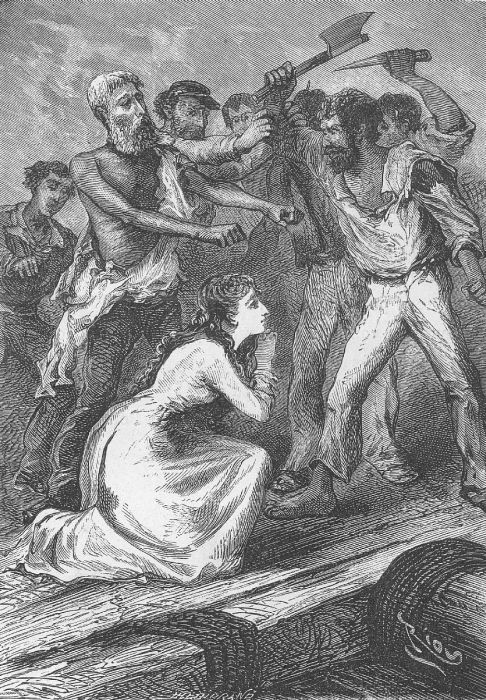

## Česká vydání
- Chancellor, Alois B. Laermann, Praha 1883, přeložil J.J. Benešovský-Veselý, Dostupné online.
- Chancellor, Alois Hynek, Praha mezi 1885 až 1905,
- Chancellor, Bedřich Kočí, Praha 1907, přeložil Karel Dyrynk,
- Chancellor, Albatros, Praha 1981, přeložil Václav Netušil, znovu 1990.
- Chancellor, Návrat, Brno 1995, přeložil Karel Dyrynk, ISBN 80-7174-841-2
- Chancellor, Omega, Praha 2023, přeložil Karel Dyrynk
- Chancellor, Nakladatelství Josef Vybíral, Žalkovice 2023.